# Neoceratias spinifer
Neoceratias spinifer is een straalvinnige vissensoort uit de familie van getande zeeduivels (Neoceratiidae). De wetenschappelijke naam van de soort is voor het eerst geldig gepubliceerd in 1914 door Pappenheim.